# Llei de Reforma Agrària d'Espanya
La Llei de Reforma Agrària d'Espanya de 1932, promulgada el 9 de setembre, va ser un dels projectes més ambiciosos de la Segona República perquè pretenia resoldre un problema històric: la tremenda desigualtat social que existia en la meitat sud d'Espanya on al costat dels latifundis propietat d'uns milers de famílies, gairebé dos milions de jornalers sense terres vivien en condicions miserables. El mètode que finalment es va escollir per resoldre el problema va ser l'expropiació amb indemnització d'una part dels latifundis que serien lliurats en petits lots de terra als jornalers. No obstant això, per diverses raons, la reforma no va aconseguir satisfer les expectatives que els jornalers hi havien posat.

## Antecedents
Al 1930 la població activa del sector primari era per primera vegada en la seva història inferior al 50%, però encara representava el 45,5%, per la qual cosa la terra seguia sent la font principal de la riquesa nacional i el control de la mateixa és el que determinava la posició social de la majoria de la població.
Per tal de solucionar la difícil situació dels jornalers des del primer govern provisional es van prendre unes mesures en els anomenats "Decrets agraris" de Largo Caballero durant el govern provisional de la Segona República:
- Es prohibia als propietaris de terres que triessin als camperols que arrendaven les terres.
- S'aplicava també als jornalers les jornades de 8 hores ja aconseguides pels obrers industrials.
- S'obligava a contractar pel treball de les terres a jornalers del mateix municipi.
- S'obligava als propietaris a conrear les terres sota amenaça de confiscació per evitar que els terratinents boicotegessin la república deixant les terres sense conrear.

## El debat parlamentari
Al mateix temps que es promulgaven els "decrets agraris", una Comissió Tècnica Agrària creada el 21 de maig de 1931 (presidida pel liberal Felipe Sánchez Román i en la qual figuraven economistes i enginyers agrònoms com Antonio Flores de Lemus, Juan Díaz del Moral i Pascual Carrión) havia començat a preparar un avantprojecte de Llei de Reforma Agrària d'acord amb la promesa feta en el punt 5è de l'Estatut jurídic del Govern Provisional.
| « | "El Govern Provisional declara que la propietat privada queda garantida per la llei; en conseqüència, no podrà ser expropiada, sinó per causa d'utilitat pública i prèvia la indemnització corresponent. Mes aquest Govern, sensible a l'abandó absolut en què ha viscut la immensa massa camperola, al desinterès que ha estat objecto l'economia agrària del país i a la incongruència del dret que l'ordena amb els principis que la inspiren i han d'inspirar les legislacions actuals, adopta com a norma de la seva actuació el reconeixement que el dret agrari ha de respon a la funció social de la terra" | » |

Més endavant en els preàmbuls dels Decrets de 20 d'abril i de 20 de maig, es deia que la "reforma jurídica agrària... que orientada cap als principis de justícia i utilitat social, renovi el règim de la propietat de la terra i el dels contractes agraris" es deixarà perquè sigui tractada per les Corts Constituents, "amb la finalitat que anés envoltada de tota l'autoritat que per la seva transcendència requereix".
El 20 de juliol de 1931, només una setmana després de l'obertura de les Corts Constituents, la Comissió Tècnica Agrària va presentar l'avantprojecte que li havia encarregat el Govern Provisional. Els punts fonamentals del mateix era que es preveia l'“ocupació temporal” (encara que sense data de finalització) d'aquelles propietats que excedissin les 10 hectàrees en regadiu i les 300 de secà per famílies de jornalers sense terres a un ritme de 60.000 a 75.000 per any, que les explotarien en règim de cooperativa, a les quals l'Estat els proporcionaria els mitjans necessaris. La reforma es finançaria mitjançant un impost especial progressiu sobre els latifundis i un Institut de Reforma Agrària seria l'encarregat de la seva aplicació. Es preveia que en uns 15 anys es podria solucionar el problema dels camperols sense terra. Però la proposta va ser rebutjada pels representants dels propietaris rurals, que van fundar una associació per defensar els seus interessos (Agrupació Nacional de Propietaris de Finques Rústiques), i també pels socialistes (i molt més per la CNT) que la consideraven massa moderada, ja que no preveia l'expropiació dels latifundis i el traspàs de la propietat als nous colons.
Rebutjada la proposta de la Comissió Tècnica Agrària, una Comissió del Ministeri d'Agricultura va elaborar un nou projecte que va presentar a les Corts Constituents el 25 d'agost de 1931. El principi de la nova proposta era l'expropiació amb indemnització, la qual cosa satisfeia als propietaris rurals, de les terres d'“origen senyorial”, les finques que superessin la cinquena part del terme municipal i de les quals estiguessin “notòriament abandonades”. El text de nou va ser molt criticat pels socialistes, i va caldre refer-ho. Per fi es va presentar al març de 1932 un últim projecte elaborat per l'equip del Ministeri d'Agricultura de Marcel·lí Domingo.
Però el debat d'aquest últim projecte de Llei de Reforma Agrària va ser molt lent. El motiu, a més de l'oposició (i de l'obstrucció parlamentària) dels grups de la dreta a les Corts que recollien els punts de vista dels propietaris (especialment la Minoria Agrària), va ser que entre la coalició republicana-socialista existien importants diferències sobre el mètode i l'abast de la reforma (en realitat el projecte del ministre Marcelino Domingo era més moderat que el de la Comissió Tècnica Agrària, ja que suprimia l'impost sobre els latifundis, mantenia les indemnitzacions i renunciava a l'expropiació per Decret). I la discussió s'hauria perllongat encara més de no haver-se produït l'intent de cop d'Estat encapçalat pel general Sanjurjo del 10 d'agost de 1932, que en ser derrotat va donar al govern l'impuls definitiu per a l'aprovació de la Llei (el fracàs del cop de Sanjurjo també va desembussar el debat sobre l'Estatut d'Autonomia de Catalunya).
La Llei de Bases de la Reforma Agrària va ser aprovada el 9 de setembre de 1932 per 318 vots a favor i 19 en contra (120 diputats, entre ells José Ortega y Gasset o Juan Díaz del Moral es van abstenir). Prèviament una Llei de 24 d'agost havia expropiat sense indemnització les terres conreades propietat dels antics grans d'Espanya, grans propietaris de terres, acusats d'haver finançat la Sanjurjada (es tractava de més de mig milió d'hectàrees, fins llavors propietat de només 65 aristòcrates).

## La Llei de Bases per a la Reforma Agrària
Com va dir el ministre d'Agricultura, el radical-socialista Marcel·lí Domingo, en una intervenció en les Corts a favor del projecte que ell mateix havia presentat (el 24 de març de 1932), la reforma agrària tenia "tres finalitats principals: primera, evitar l'atur obrer al camp [mitjançant l'assentament de jornalers a les terres expropiades]; segona, distribuir la terra [expropiant les grans finques "senyorials" i els latifundis en mans de propietaris absentistes]; tercera, racionalitzar l'economia agrària [disminuint el creixement de la superfície cerealista i retornant als nuclis rurals els seus antics béns comunals, perduts amb les desamortitzacions del segle XIX]".
La reforma agrària, finalment aprovada, va consistir en l'expropiació (amb indemnització, excepte les terres de la noblesa que fossin "grans d'Espanya" per la seva suposada implicació en la "sanjurjada") de les terres de l'Espanya latifundista (Andalusia, Extremadura, el sud de La Manxa i la província de Salamanca) incloses en els apartats que assenyalava la Base 5a de la Llei:
| « | "5a. Les que... van ser comprades amb finalitats d'especulació o amb l'únic objecte de percebre una renda. 6a. Les que van constituir senyorius jurisdiccionals i que s'hagin transmès fins a arribar als seus actuals amos per herència, llegat o donació. (...). 7a. Les incultes o manifestament mal conreades... 8a. Les que havent d'haver estat regades per existir embassament i establir la Llei l'obligació del reg no ho hagin estat encara... 12a. Les explotades sistemàticament en règim d'arrendament a renda fixa, en diners o en espècie, durant dotze anys o més... 13a. Les propietats... en la part de la seva extensió que en cada terme municipal excedeixi de les xifres que assenyalin les juntes Provincials... que han d'estar compreses dins dels límits que a continuació s'expressen: 1) En secà: a) Terres dedicades al cultiu herbaci en alternativa, de 300 a 600 Has. b) Olivares associats o no a altres cultius, de 150 a 300 Has. c) Terres dedicades al cultiu de la vinya, de 100 a 150 Has. (...) d) Terres amb arbres o arbustos fruiters en plantació regular de 100 a 200 Has. i)Deveses de pastura i labor, amb arbrat o sense ell, de 400 a 750 Has. (...) | » |

A la base 6a s'excloïen de l'expropiació "les finques que per la seva exemplar explotació o transformació puguin ser considerades com a tipus de bon cultiu tècnic i econòmic". I en la 9a, que també va ser objecte d'una dura oposició per part de la dreta, es determinava que les terres susceptibles d'expropiació enumerades a la Base 5a "podran ser objecte d'ocupació temporal per anticipar els assentaments [dels camperols sense terra], en tant la seva expropiació es dugui a terme. Durant aquesta situació, els propietaris percebran una renda, satisfeta per l'Estat... ».
Així doncs, la Llei de Reforma Agrària només preveia quatre tipus de terres expropiables: els senyorius jurisdiccionals, les terres mal conreades, les sistemàticament arrendades i les que estaven en zones de reg i no haguessin estat convertides en regadiu.

## L'aplicació de la llei
Malgrat les grans expectatives que havia aixecat, els efectes de la Llei de Reforma Agrària van ser molt limitats: a la fi de 1933 només s'havien ocupat 24.203 Has., repartides entre 4.339 camperols, als quals caldria afegir uns altres tres o quatre mil a les terres prèviament expropiades a la Grandesa. I un any després, quan es va detenir el procés (per l'arribada de la CEDA en poder a l'octubre de 1934), s'havia assentat a 12.260 nous propietaris en 529 finques, amb un total de 116.837 Has. Les raons d'aquest fracàs en l'aplicació de la llei han estat molt discutides, però la majoria dels historiadors solen coincidir en una: l'Institut de Reforma Agrària (IRA), que era l'organisme encarregat d'aplicar la llei, va ser dotat d'uns recursos humans i econòmics clarament insuficients, a causa de la falta de diners de la Hisenda pública i al boicot que va realitzar la banca privada (vinculada familiar i econòmicament als terratinents) al Banc Nacional de Crèdit Agrícola, creat per la Llei per finançar la reforma (L'IRA comptava amb un pressupost anual de 50 milions de pessetes, clarament insuficient).
La lentitud en l'aplicació de la llei es va intentar pal·liar amb una mesura complementària, el Decret d'Intensificació de Cultius de 22 d'octubre de 1932, que permetia l'ocupació temporal de finques de terres de conreu que haguessin deixat de ser arrendades a conreadors i s'haguessin dedicat només a la ramaderia a la meitat sud d'Espanya (Extremadura fonamentalment). La mesura va afectar 1.500 finques de 9 províncies (unes 125.000 hectàrees) i va donar feina a 40.108 famílies, sobretot extremenyes, els membres de les quals es trobaven a l'atur.

## La desil·lusió i l'oposició a la reforma agrària
El fracàs de la reforma agrària va ser una de les causes principals de l'aguda agitació social del període 1933-34, perquè l'anunci de la reforma va fer creure a molts jornalers en un ràpid lliurament de terres, que finalment no es va produir i aviat es van sentir decebuts. Això va portar a la radicalització de la Federación Nacional de Trabajadores de la Tierra (FNTT) d'UGT a la qual s'havien afiliat molts jornalers del camp, amb la promesa del repartiment de la terra, que va experimentar per això un creixement espectacular. Per això la FNTT es va situar en l'avantguarda de la radicalització socialista que conduiria a la ruptura de la coalició republicano-socialista que governava el país, primer, i a l'oposició a la "república burgesa" després, coincidint així amb la CNT, que des del principi havia combatut una reforma agrària que, segons ella, consolidava el model capitalista en el mitjà rural i impossibilitava el que es produís una "veritable" revolució.
A l'altre costat de l'espectre polític, la reforma agrària va unir als tradicionals sectors socials dominants al camp i va contribuir, en grau similar o fins i tot superior a la "qüestió religiosa", a consolidar-los com a bloc d'oposició al règim republicà. Ja a l'agost de 1931 van crear l'Associació Nacional de Propietaris de Finques Rústiques, en defensa del legítim dret de propietat, i valent-se de les velles xarxes caciquils i l'apel·lació contínua a la intervenció de la Guàrdia Civil van boicotejar l'aplicació dels "decrets agraris". Així mateix a les Corts, la minoria agrària va realitzar una estrident obstrucció dels debats de la Llei Agrària que van contribuir notablement al retard en la seva aprovació. Al març de 1933 es va celebrar una Assemblea Econòmico-agrària a Madrid que va reunir a les patronals del sector i als partits de la dreta, que van aconseguir paralitzar un nou projecte reformista, la Llei d'Arrendaments Rústics, que no va arribar a votar-se. Aquesta campanya va mobilitzar grans sectors de la pagesia conservadora de la meitat nord d'Espanya (la no latifundista), que exerciria un important paper en el triomf de les dretes en les eleccions de novembre de 1933.
La reforma, sense resultar un fracàs absolut, va representar una gran frustració per als camperols a causa de l'endarreriment a elaborar la llei (un any i mig després de la proclamació de la república), la lentitud de l'Institut de Reforma Agrària, encarregat d'elaborar l'inventari de terres *expropiables i la falta de diners per expropiar les terres, que havien de ser indemnitzades prèviament.

## La "Llei per a la Reforma de la Reforma Agrària" de 1935 del govern radical-cedista
Després de la remodelació a l'abril de 1935 del govern radical-cedista presidit per Alejandro Lerroux, el nou ministre d'Agricultura Nicasio Velayos Velayos, membre del Partit Agrari i gran propietari, va presentar a les Corts la Llei per a la Reforma de la Reforma Agrària, que va ser aprovada l'1 d'agost de 1935, i que va suposar la congelació definitiva de la reforma. Entre altres coses la nova llei, que només formalment deixava en vigor la de 1932, va suprimir l'expropiació sense indemnització, i a més atorgava la potestat als amos de les finques expropiables d'intervenir en la taxació oficial de les seves propietats, negociant cada cas amb l'Institut de Reforma Agrària, i a més podien recórrer als Tribunals (el que en la pràctica suposava augmentar els diners que rebrien els propietaris en concepte d'indemnització). D'altra banda es van limitar encara més els fons de l'Institut de Reforma Agrària per a les indemnitzacions, amb el que només podrien assentar-se dues mil camperols per any, i així mateix es va detenir la confecció del Registre de la Propietat Expropiable. No obstant això, la llei introduïa una novetat la possibilitat de dur a terme expropiacions per motius d'“utilitat social”, un article que seria àmpliament utilitzat pels governs del Front Popular als primers mesos de 1936.
La derogació definitiva de la Llei de Reforma Agrària de 1932 es va produir a la zona sota el control dels revoltats durant la Guerra Civil Espanyola i a tot Espanya després de la victòria franquista.

## Valoració
L'aprovació i l'aplicació de la Llei de Reforma Agrària va frustrar les expectatives dels jornalers i al mateix temps sembrar la inquietud entre els petits propietaris, a pesar que en realitat, la reforma agrària que va tractar d'aplicar la República va ser de les més moderades de les quals es van dur a terme en diferents països europeus durant el període d'entreguerres.
| « | El seu propòsit era corregir les desigualtats socials i l'endarreriment de la pagesia espanyola, convertint en propietaris a centenars de milers de camperols sense terra i augmentant de pas la capacitat de consum de les masses rurals. La reforma va ser bàsicament obra de la petita burgesia liberal... que ara constituïa l'esquerra republicana. Per a aquest sector, la República havia de culminar la transformació del règim de propietat agrària a fi de completar la modernització del sistema productiu i eliminar les pervivències senyorials que no havia erradicat la revolució liberal del segle xix. La seva visió, respectuosa amb els conreadors directes i amb el principi de la propietat privada de la terra, s'imposaria en la pràctica a la dels socialistes, partidaris de la restitució dels béns comunals i d'un procés de socialització protagonitzat per cooperatives i organitzacions sindicals, que beneficiés als camperols sense terra | » |